# Блессиг, Эрнест Фридрихович
Эрнест Фёдорович (Фридрихович) Блессиг (нем. Ernst Friedrich Blessig; 1859—1940) — российский офтальмолог, доктор медицины.

## Происхождение
Происходил из семьи выходцев из Вассельгейма в Эльзасе. Дед Эрнеста, уроженец Страсбурга Филипп Яков I Блессиг (Philipp Jacob Blessig; 26.04.1762 — 18.05.1832) в 1787 году переехал в Санк-Петербург, через год перебрался в Ревель, где 21 января 1793 года стал гражданином этого города, а 1 апреля 1793 года совместно с петербургским купцом Фёдором Андреевичем Кюммелем (Friedrich Wilhelm Kümmel; 31.12.1752 — 07.03.1810) основал фирму «Блессиг и Кюммель» (впоследствии — «Блессиг и К°»). Эта фирма в 1804 году занимала десятое место в списке ведущих внешнеторговых компаний Санкт-Петербурга, а в 1812—1813 гг. — пятое. До середины XIX в. фирма ввозила в основном текстиль и продовольствие, вывозила пеньку, сало, поташ, а с середины 1860-х годов — зерно». До 1807 года Филипп Яков I Блессиг был ревельским купцом 1-й гильдии, но все его дети от двух браков родились в Санкт-Петербурге; во втором браке родился отец Эрнеста Фридрих Иоганн Блессиг . В 1801 году Филипп Яков Блессиг купил у своего компаньона усадьбу «на 12-й версте Петергофской дороги», а в 1810-х годах стал владельцем роскошного петербургского дома на Английской набережной. В 1820 году Филипп Яков Блессиг стал «генеральным консулом Великого герцогства Ольденбург в С.-Петербурге». Этот пост и семейное дело унаследовал его старший сын Вильгельм I Блессиг (1797—1862).
Отец Эрнста, Фёдор Филиппович (Фридрих Иоганн Блессиг; 1816—1887), окончил в 1838 году 1-е отделение (историко-филологическое) философского факультета Императорского Санкт-Петербургского университета, получив степень кандидата и в 1839 году поступил на службу переводчиком в Министерство иностранных дел; в 1841 году стал исполнительным директором в Первом бюро МИД, занимавшимся шифрованием секретных документов, а к 1873 году занимал пост управляющего I экспедиции при канцелярии МИД. В браке с Вильгельминой (Минной) Амбургер (29.01.1822 — 26.04.1898) у него родились сыновья, Роберт II (1856—1925) и Эрнест. Оба брата учились в школе Карла Мая: Роберт — в 1866—1875, Эрнст — 1868—1877 гг.

## Биография
Эрнест Фридрих Блессиг родился в Санкт-Петербурге 12 (24) декабря 1859 года. После окончания гимназии Карла Мая поступил на медицинский факультет Дерптского университета. Защитив диссертацию в области сравнительной анатомии, 4 июня 1885 года получил степень доктора медицины. Избрав своей специализацией офтальмологию, он в 1885—1887 годах работал в Санкт-Петербургской глазной лечебнице (Моховая, 38). После этого он продолжал своё образование в университетах Гёттингена, Берлина, Гисена, Эрлангена и Гейдельберга. В 1888 году сдал в Гисенском университете экзамен на звание врача и вернулся на службу младшим врачом в Санкт-Петербургскую глазную лечебницу. Кроме этого, в 1890—1907 и 1914—1916 годах он был консультантом в немецкой Александровской мужской больнице.
С 1900 года — старший хирург, а с 1906 года — директор Санкт-Петербургской глазной лечебницы (до 1917).
В 1901 году он стал первым секретарем Комитета блессиговского «Убежища для неизлечимых взрослых слепых», а в 1903 году — президентом этого комитета. В 1889—1894 гг. исполнял обязанности секретаря, с 1904 г. — вице-президента, а в 1905—1910 гг. был президентом Немецкого врачебного общества в Санкт-Петербурге. С 1897 года был казначеем, а с 1907 года — вице-президентом Санкт-Петербургского офтальмологического общества. Входил с 1906 года в руководство немецкого отделения партии «Союз 17 октября».
С 1 января 1909 года — действительный статский советник. Был награждён орденами Св. Станислава 2-й (1898) и 3-й ст. (1892), Св. Анны 2-й (1903) и 3-й ст. (1895), Св. Владимира 3-й ст. (1912).

## Семья
Первый раз женился 5 октября 1891 года на дочери своего коллеги доктора Эманнуила Морица, Элизе Августе Мориц (10.11.1869 — 06.06.1914).
Вторично женился в Тарту, спустя 12 лет после смерти первой жены, — на племяннице Дагмаре Кох (1890—1978). «Дагмара была дочерью двоюродной сестры Эрнста Амалии — приёмной дочери его дяди Роберта Блессига». Она стала известным ботаником, позднее — профессором, преподавала в немецком Галле.